# Abraham Babad
Abraham Moses Babad (* 1907 oder 1908 in Mykulynzi, Russisches Kaiserreich; † 31. März 1966 in London) war ein polnisch-britischer Rabbiner.
Babad zog 1936 nach London. Er heiratete dort die Tochter des Rabbiners I. A. Margulies. Er leitete die britische Aguda-Bewegung und war Präsident der Agudath Israel Weltorganisation.